# Giovanni da Verrazzano

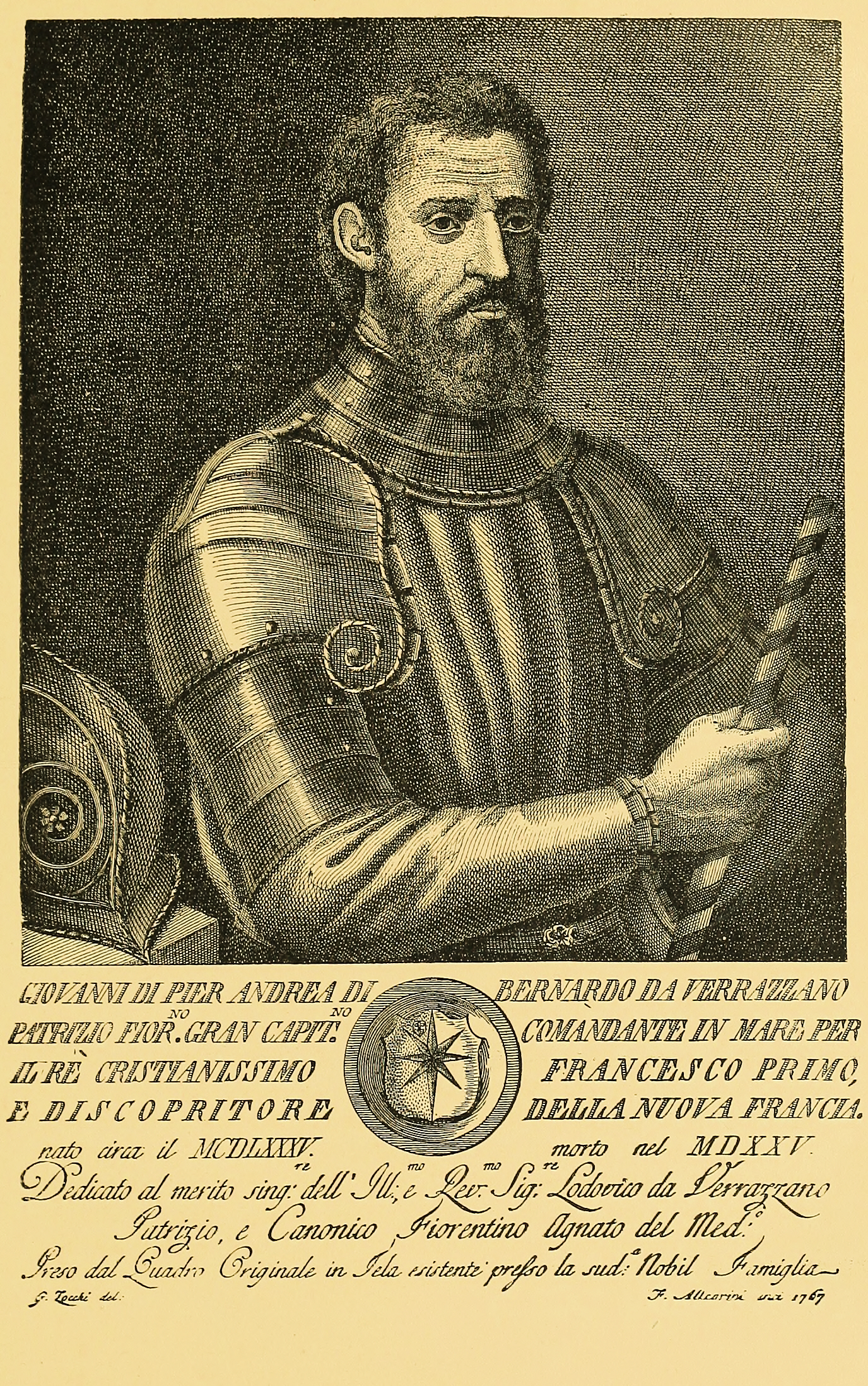
Giovanni da Verrazzano

Giovanni da Verrazzano, auch nur Verrazzano genannt (* 1485 nahe Greve in Chianti; † 1528 auf den Antillen), war ein italienischer Seefahrer und Entdecker.

## Leben
Im Jahr 1485 wurde er auf dem Castello di Verrazzano geboren, der Burg seiner Familie südlich von Florenz im heutigen Gemeindegebiet von Greve in Chianti. 1524 beauftragte ihn der französische König Franz I. mit der Suche nach einer nördlichen Passage nach Asien. An Bord der Dauphine erkundete er einige der bekanntesten Küstenformationen Nordamerikas, darunter die New York Bay.

## Entdeckungsreisen

### Erste Reise
Im Jahre 1524 wurde er von König Franz I. von Frankreich ausgesandt, um in der Region zwischen Florida und Neufundland nach einer Route in Richtung Pazifik zu suchen. Er erreichte den amerikanischen Kontinent am 1. März in der Nähe von Cape Fear, heute im Bundesstaat North Carolina gelegen. Von hier aus segelte er weiter in Richtung Norden, zunächst entlang der Outer Banks. Hier glaubte er, mit dem heutigen Pamlico Sound eine Verbindung zum Pazifischen Ozean gefunden zu haben. Dies führte dazu, dass über einen Zeitraum von etwa 60 Jahren Nordamerika auf manchen Karten als zweigeteilter, nur von einer dünnen Landbrücke verbundener Kontinent erschien, so etwa auf einer Karte von 1529, gezeichnet von Girolamo da Verrazzano, seinem Bruder, der „Karte der westlichen Hemisphere“ von Vesconte de Maggiolo (1527) sowie vermutlich als einer der letzten auf der 1582 von Michael Lok, einem Londoner Kaufmann, erstellten Karte von Nordamerika.

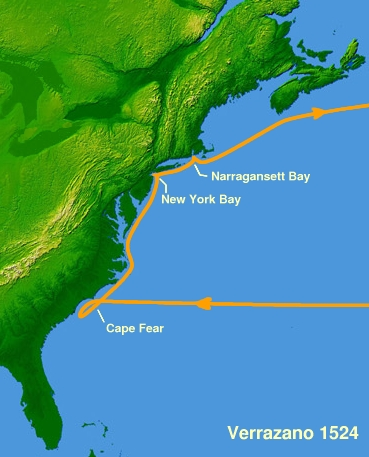
Route der Entdeckungsreise 1524

Während seiner Reise ging er häufig an Land und suchte den Kontakt zu Indianern. Obwohl er die Mündung der später Chesapeake Bay genannten Bucht passierte, erforschte er sie nicht und vermerkte auch nicht ihre Existenz. Seinen Aufzeichnungen zufolge segelte er daraufhin entlang der Küste des späteren New Jersey in Richtung Lower New York Bay. Er ankerte in der heute als The Narrows bezeichneten Wasserstraße zwischen Long Island und Staten Island. Er entdeckte auch die Upper New York Bay zwischen Staten Island und Manhattan sowie den Hudson River, der nach Henry Hudson benannt ist, der ihn 1609 als erster Europäer erforschte.
Von der Bucht von New York aus segelte Verrazzano weiter entlang der Küste von Long Island, entdeckte Block Island und Narragansett Bay im heutigen Rhode Island. Er fuhr weiter entlang der Küste, gelangte schließlich nach Maine und streifte auch die Küste von Neuschottland, um via Neufundland nach Frankreich zurückzukehren.

### Weitere Reisen
Verrazzano unternahm zwei weitere Reisen nach Amerika. Die erste führte ihn unter anderem nach Brasilien. Auf dem Weg dorthin meuterte seine Mannschaft und versuchte ihn zur Rückkehr nach Frankreich zu zwingen. Aufgrund der fehlenden Kenntnisse der Meuterer im Bereich Navigation gelang es ihm jedoch trotzdem, Brasilien zu erreichen. Von dort brachte er Blauholz mit, das ihm und seinen Unterstützern nach der Rückkehr einen beträchtlichen Gewinn bescherte. Von seiner dritten Reise kehrte er nicht mehr zurück.
Die Ursache seines Todes im Jahre 1528 ist bis heute unklar. Lawrence C. Wroth schrieb, dass die verbreitetste Annahme sei, dass er auf der Insel Guadeloupe, die zu den Kleinen Antillen gehört, von kannibalischen Indianern getötet und unter den Augen seiner Besatzung verspeist wurde. Gegen diese Theorie spricht, dass Alexander von Humboldt zufolge die ersten Entdecker den Mythos des Kannibalismus in die Welt setzen, um die Ureinwohner der Karibik beim Papst zu diskreditieren. Dieser gab ihnen die Genehmigung, „die Wilden“ dann versklaven zu dürfen. Anderen Quellen zufolge wurde er von den Spaniern gefangen genommen und in Cádiz als Pirat am Strang hingerichtet.

## Verschiedenes
Nach ihm sind unter anderem die Verrazzano-Narrows Bridge in New York, die Jamestown Verrazano Bridge in Jamestown (Rhode Island) und die Ponte Giovanni da Verrazzano in Florenz benannt.